# Xanthotype vagaria
Xanthotype vagaria là một loài bướm đêm trong họ Geometridae.